# Jurkowszczyzna (rejon dokszycki)
Jurkowszczyzna (biał. Юркаўшчына; ros. Юрковщина) – wieś na Białorusi, w obwodzie witebskim, w rejonie dokszyckim, w sielsowiecie Parafianowo.

## Historia
W czasach zaborów wieś leżała w gminie Pariafianów, w powiecie wilejskim w guberni wileńskiej Imperium Rosyjskiego.
W dwudziestoleciu międzywojennym wieś leżała w Polsce, w województwie wileńskim, w powiecie duniłowickim, od 1926 w powiecie dziśnieńskim, w gminie Parafianów.
Według Powszechnego Spisu Ludności z 1921 roku zamieszkiwały tu 83 osoby, 56 było wyznania rzymskokatolickiego, a 27 prawosławnego. Jednocześnie 62 mieszkańców zadeklarowało polską, a 21 białoruską przynależność narodową. Było tu 14 budynków mieszkalnych. W 1931 w 13 domach zamieszkiwały 73 osoby.
Wierni należeli do parafii rzymskokatolickiej w Parafianowie. Miejscowość podlegała pod Sąd Grodzki w Dokszycach i Okręgowy w Wilnie; właściwy urząd pocztowy mieścił się w Parafianowie.